# Leben des Konstantin

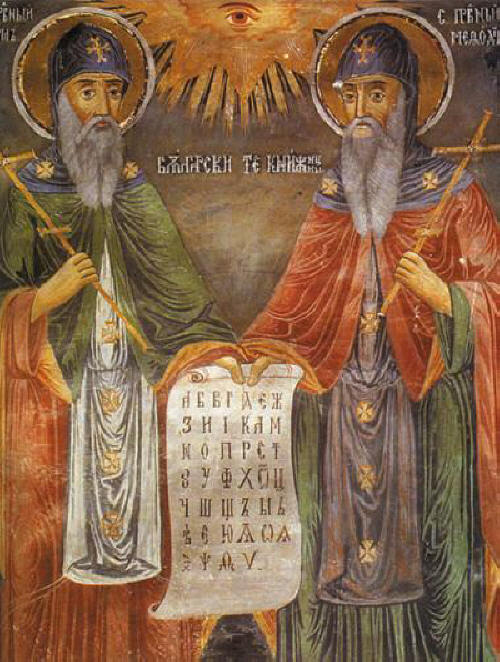
Kyrill und Method, Wandgemälde im Kloster Trojan in Bulgarien

Das Leben des Konstantin ist eine Heiligenvita über das Leben des Slawenapostels Kyrill von Saloniki, mit eigentlichem Namen Konstantin. Im Text der Legende wird er der Philosoph genannt. Es ist eine Schrift von hoher literarischer und historischer Bedeutung. Sie gehört zu den ältesten schriftlichen Zeugnissen in altkirchenslawischer Sprache.
Über seinen Bruder Method gibt es eine ähnliche, kürzere Heiligenvita, das Leben des Method. Beide Viten werden zusammen als Pannonische Legenden bezeichnet, wegen der früheren Annahme, dass sie in Pannonien von Schülern der beiden Slawenapostel verfasst wurden.

## Autor und Datierung
Das Leben des Konstantin wurde wahrscheinlich Ende des 9. Jahrhunderts in Großmähren verfasst, zwischen den Jahren 869 (dem Tod Konstantins) und 882 (dem Tod von Papst Johannes VIII.), also noch zu Lebzeiten Methods.
Das altkirchenslawische Schrifttum und Liturgie befanden sich in Mähren zu dieser Zeit auf ihrem Höhepunkt. Die Widerstände des lateinischen Teils der mährischen Kirche gegen die slawische Liturgie waren noch nicht so stark, der slawischen Seite drohte noch keine Gefahr. Deshalb hat Leben des Konstantin nicht so starke antifränkische und apologetische Ausrichtung, wie das nach Methods Tod geschriebene Leben des Method.
Der Autor ist ein Schüler von Konstantin und Method. Einige Historiker nehmen an, dass Kliment von Ohrid es unter Mitarbeit von Method geschrieben hat. Es gibt aber auch die Meinung, beide Pannonische Legenden wurden von den Schülern der Slawenapostel erst nach ihrer Vertreibung aus Mähren in Pannonien oder Bulgarien im 10. Jahrhundert geschrieben.

## Handschriften und Veröffentlichungen

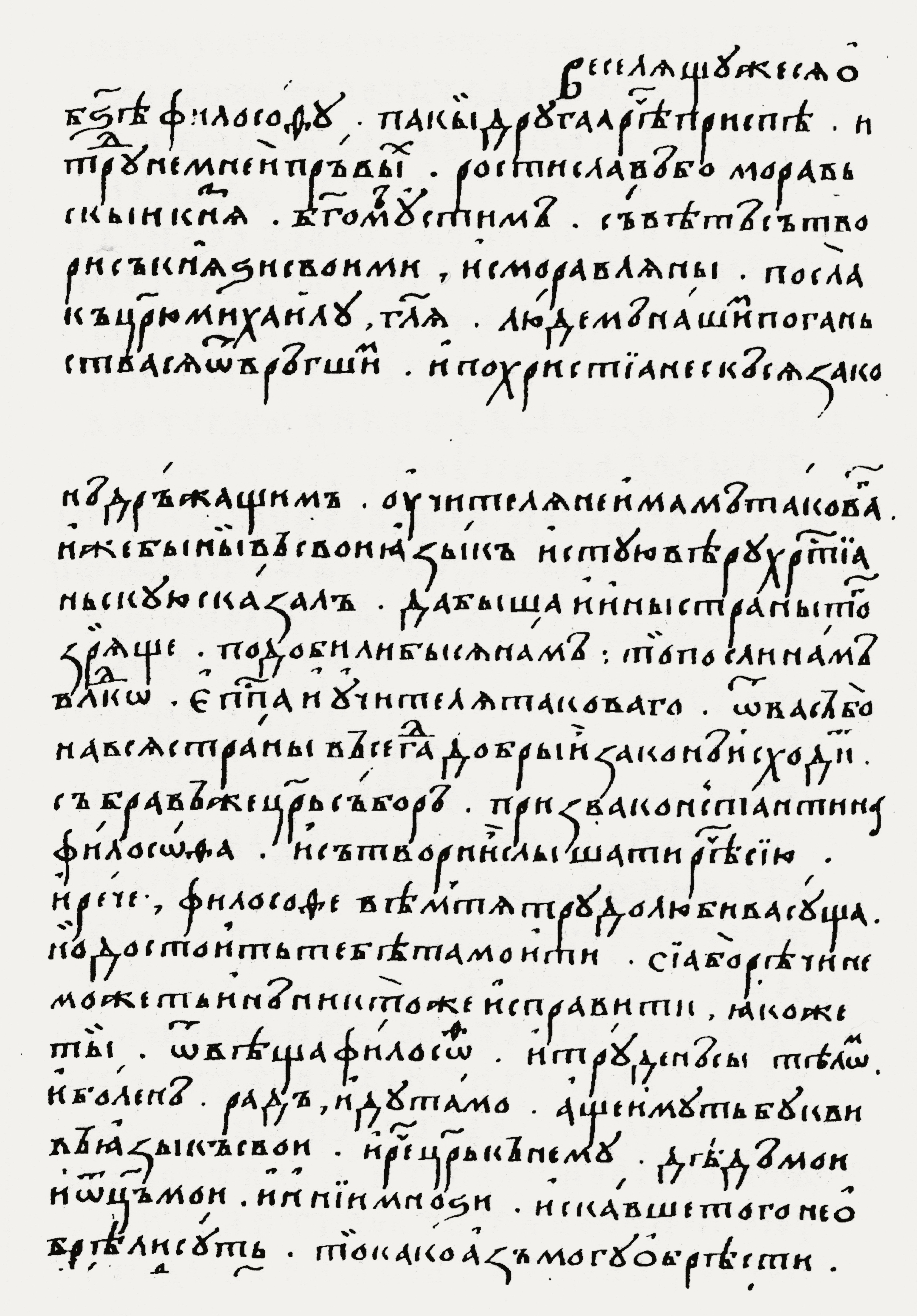
Aus Leben des Konstantin. Kyrillische Handschrift aus dem 15. Jahrhundert in der Sammlung der Moskauer Geistlichen Akademie.

Vom Leben des Konstantin sind 59 Handschriften russischen oder südslawischen Ursprungs bekannt. Die älteste Handschrift stammt aus dem 15. Jahrhundert und befindet sich in der Sammlung der Moskauer Geistlichen Akademie.
Die beiden Pannonischen Legenden wurden oft herausgegeben, übersetzt und kommentiert. Die älteste Ausgabe stammt von P. J. Šafárik (1851). J. Perwolf hat sie im Jahr 1873 im ersten Band von Prameny dějin českých („Quellen der tschechischen Geschichte“) zusammen mit einer tschechischen Übersetzung herausgegeben. Die letzten kritischen Textausgaben stammen von Lavrov (1930) und von Grivec – Tomšič (1960). Einen historischen Kommentar mit einer französischen Übersetzung beider Legenden veröffentlichte František Dvorník im Jahr 1933. Einen historischen Kommentar und umfangreiche Bibliografie veröffentlichte Vavřínek im Jahr 1963.
Die geschichtlichen Angaben im Leben des Konstantin werden größtenteils als glaubwürdig angesehen.

## Aufbau
Der Aufbau entspricht in seinen Grundzügen dem hagiografischen Schema von byzantinischen Legenden. Der Schwerpunkt liegt aber nicht auf der Schilderung von Wundern. Das Ziel ist es, die mährische Mission von Konstantin theologisch zu begründen. Der Text enthält deshalb eine Vielzahl von biblischen Zitaten und Paraphrasen biblischer Texte. Es soll deutlich werden, dass Konstantin ein von Gott erwählter und mit einer außergewöhnlichen Begabung begnadeter heiliger Mann ist. Er ist von Gott für die Mission in Mähren berufen. Sein Werk – nämlich die Schaffung der slawischen Schrift und die Einführung der slawischen Liturgie – entspricht voll der Heiligen Schrift und den Interessen der Kirche. Das will der Autor mit zwei Mitteln erreichen:
- Erstens mit ausführlichen Schilderungen der theologischen Disputationen von Konstantin. Hier zeigt sich Konstantin als ein profunder Kenner der Heiligen Schrift, der es meisterhaft versteht, den christlichen Glauben gegenüber allen Widersachern zu verteidigen. Diese Disputationen beanspruchen etwa die Hälfte des gesamten Textes. Zuerst verteidigt Konstantin den Glauben gegenüber den Häretikern innerhalb der Kirche in Konstantinopel (Disput mit Patriarch Ioannés im Kap. 5), dann gegenüber Andersgläubigen (Sarazenen im Kap. 6 und Juden im Kap. 9–11) und schließlich verteidigt er die slawische Liturgie gegenüber den lateinischen Klerikern in Venedig (Kap. 16).

- Das zweite Mittel, mit dem der Autor Konstantins Berufung beweisen will, ist der hagiografische Rahmen. Der Biograf schildert Konstantin als einen Heiligen, der unter einer besonderen göttlichen Gunst steht und der seine Mission mit Gottes Hilfe ausführt. Das zeigt sich in den übernatürlichen Ereignissen, die sein Wirken begleiten und in den außergewöhnlichen Fähigkeiten, die ihm zugesprochen werden. Diese „wundersame“ Komponente spielt aber eine untergeordnete Rolle, die Wunder werden nur kurz erwähnt.

Es fällt auf, dass der Autor Konstantins Wirken immer mit Büchern verbindet. Konstantin lernt Schriften des heiligen Gregor auswendig (Kap. 3), im Kloster auf dem Olymp studiert er Bücher (Kap. 7), auf seiner Mission in Cherson liest er hebräische, samaritanische und syrische Bücher (Kap. 8), im Kap. 9 erklärt er Bücher zu der einzigen wahren Quelle des Wissens. In seinem Gespräch mit dem byzantinischen Kaiser im Kap. 14 macht er die Existenz slawischer Bücher zu einer notwendigen Voraussetzung seiner Mission in Mähren. Alle diese Schilderungen sollen die Notwendigkeit der von Konstantin geschaffenen slawischen Schrift zeigen.
Das Leben des Konstantin soll die slawische Liturgie und damit auch die Existenz der slawischen Kirche in Großmähren theologisch begründen und gegenüber dem lateinischen Klerus rechtfertigen. Das stärkste Argument bildet im Kap. 18 der Hinweis darauf, dass Konstantins Übersetzung der Heiligen Schrift und der liturgischen Bücher vom Papst genehmigt wurde und dass der Papst nach Konstantins Tod sogar die Verehrung seiner Gebeine erlaubte. Hier zeigt sich auch die grundsätzlich positive Haltung der mährischen slawischen Kirche gegenüber dem Papsttum.

## Inhalt

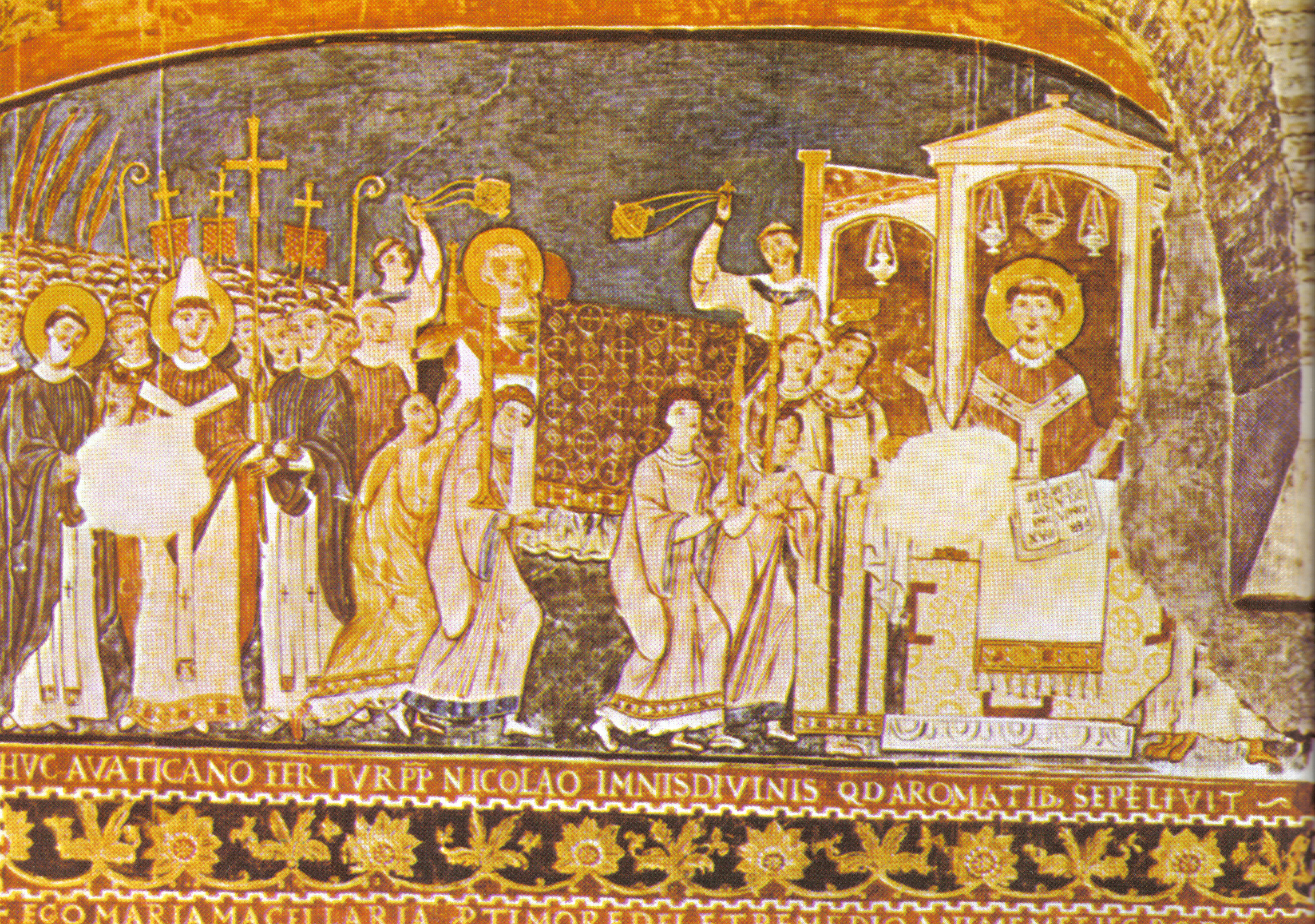
Kyrill und Method bringen die Gebeine des hl. Clemens nach Rom, Fresko in der St. Clemens Basilika in Rom.

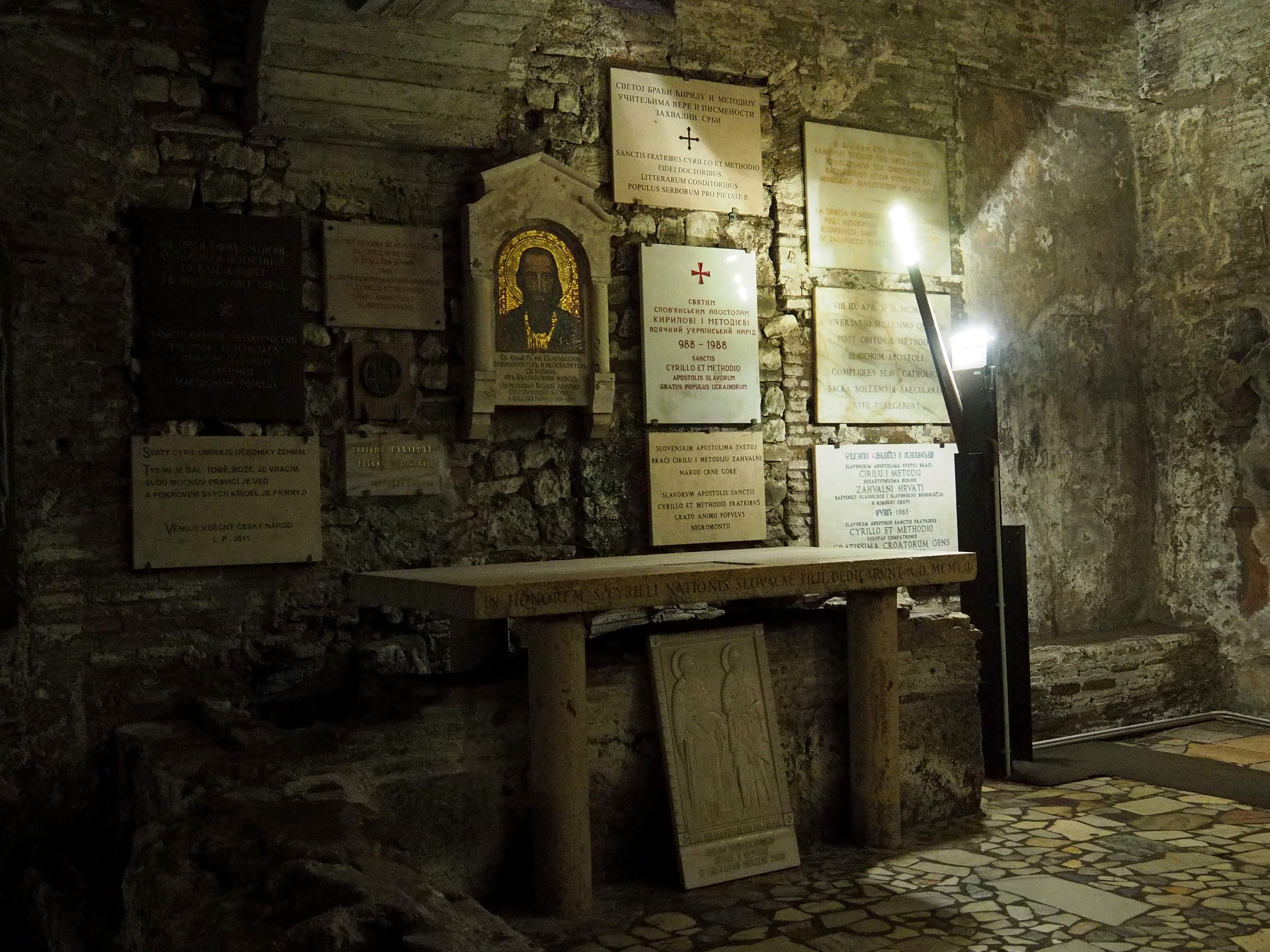
Grab des hl. Kyrills in der Basilika St. Clements in Rom.

„LEBEN DES HL. KONSTANTIN – KYRILL

Am 14. Tag des Monats Februar.

Gedenken und Leben unseres heiligen Lehrers, Konstantin des Philosophen, des ersten Erziehers und Lehrers des slawischen Volkes“

- Kap. 1 (Prolog)

Der Prolog bietet die theologische Begründung des Werkes: Der Heilige soll uns zum Vorbild dienen. Es schließt mit den Worten: „Folget mir, wie ich Christus folge.“ (vgl. (1 Kor 4,16 )).
- Kap. 2–4

Konstantin wird in Thessaloniki in einer wohlhabenden Familie als jüngster von sieben Geschwistern geboren. Schon in seiner Kindheit übertrifft alle an Weisheit und Frömmigkeit. An der Universität in Konstantinopel eignet er sich in kürzester Zeit alles Wissen an, das ihm geboten wird. Er lehnt eine Heirat und ein hohes Amt ab und will sich nur dem geistlichen Leben und dem Studium widmen. Er flieht in ein Kloster. Später, auf Bitten der Kaiserin, nimmt er eine Professur an der Universität an.
- Kap. 5–13

In seiner ersten theologischen Disputation verteidigt Konstantin die Ikonenverehrung. Anschließend wird er vom Kaiser zu den Sarazenen gesandt, wo er den christlichen Glauben gegenüber den islamischen Gelehrten vertritt. Danach verschenkt er seinen ganzen Besitz und geht zu seinem Bruder Method in ein Kloster. Doch bald darauf wird er vom Kaiser als Missionar zu den Chasaren gesandt. Seine theologischen Disputationen mit den Juden dort werden ausführlich geschildert. Mit Gottes Hilfe findet Konstantin auf der Krim (griech.: „Chersonesos“ = Halbinsel) das Grab von Papst Clemens und nimmt seine Gebeine mit.

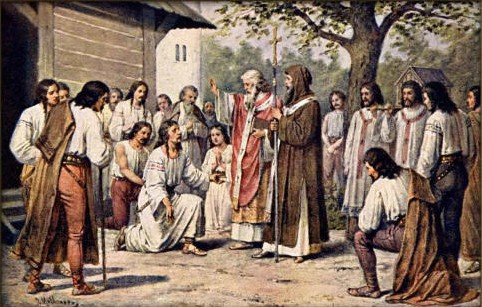
Ankunft der Slawenapostel im mährischen Velehrad

- Kap. 14–15

Rastislav, Fürst von Mähren, wendet sich an den byzantinischen Kaiser mit der Bitte um einen Bischof und Lehrer, um sein Volk im christlichen Glauben zu unterweisen.

„Unser Volk hat das Heidentum bereits verworfen und hält sich an die christlichen Gesetze; aber wir haben keine Lehrer, die uns in unserer Sprache im rechten christlichen Glauben unterweisen können, damit auch andere Völker, wenn sie es sehen, uns nacheifern; so sende uns, Herr, einen Bischof und Lehrer. Denn von euch breitet sich ein gutes Gesetz in alle Länder aus.“

Der Kaiser wählt Konstantin für diese Mission aus. Gott offenbart Konstantin eine Schrift für die slawische Sprache und Konstantin übersetzt das Evangelium.

„Gott, der will, dass alle zu Erkenntnis der Wahrheit kommen und eine höhere Stufe der Erkenntnis erlangen, hat deinen Glauben und deine Mühe gesehen und hat eine Schrift für eure Sprache geoffenbart […], damit auch ihr zu den großen Völkern hinzugefügt werdet, die Gott in ihrer eigenen Sprache preisen. So senden wir dir den, dem es [d. h. die slawische Schrift] Gott geoffenbart hat, einen ehrbaren, rechtgläubigen und gelehrten Mann, einen Philosophen. Nimm diese Gabe an, die größer und ehrbarer ist als Gold, Silber und Edelsteine.“

In Mähren erfährt Konstantin von Rastislav eine großzügige Unterstützung. Er bildet Schüler aus und arbeitet weiter an den Übersetzungen liturgischer Texte. Er muss aber auch gegen das Heidentum kämpfen und hat Auseinandersetzungen mit dem fränkischen lateinischen Klerus.

„Sie sagten zu ihm: „So kann man Gott nicht verehren. Wenn Gott das gewollt hätte, warum hat er nicht von Anfang an bewirkt, dass sie eine Schrift für ihre Sprache haben und ihn so verehren? Aber er hat nur drei Sprachen ausgewählt, Hebräisch, Griechisch und Latein, nur in diesen gebührt es Gott die Ehre zu geben.“ Die so sprachen, waren lateinische und fränkische Priester und Schüler. Der Philosoph kämpfte mit ihnen wie David mit Fremden und besiegte sie mit den Worten der Heiligen Schrift und nannte sie Dreisprachler und Pilatisten, denn Pilatus schrieb so die Worte über dem Kreuz Christi.“

Nach 40 Monaten in Mähren reist Konstantin mit seinen Schülern ab, um sie weihen zu lassen. Unterwegs wird er von pannonischen Fürsten Kocel empfangen, er vertraut ihm 50 Schüler zu Ausbildung als Priester an.
- Kap. 16–17

Unterwegs in Venedig muss Konstantin die Einführung der slawischen Schriftsprache gegenüber dem lateinischen Klerus verteidigen. Auf Einladung des Papstes Hadrian reist er weiter nach Rom, wo er großzügig empfangen wird. Er nimmt die Gebeine des hl. Clemens mit. Verehrung der Reliquie bewirkt Wunder, es geschehen Heilungen und Gefangene werden freigelassen. Papst weiht die slawischen Bücher. Konstantins Schüler werden zu Priestern geweiht und feiern anschließend in verschiedenen Kirchen in Rom Gottesdienste mit der slawischen Liturgie.
- Kap. 18

Konstantin sieht seinen Tod voraus, tritt ins Kloster ein und nimmt den Ordensnamen Kyrill an. Er betet um den Erhalt der mährischen Kirche und nach 50 Tagen (am 14. Februar 869) stirbt er. Er wird in der St. Clemens Basilika in Rom beigesetzt. Von den Römern wird er als Heiliger verehrt, an seinem Grab geschehen Wunder.

„Nach diesen Worten starb er im Herrn im Alter von 42 Jahren, am 14. Tag des Monats Februar, in der zweiten Indiktion, im Jahr 6377 seit der Erschaffung der Welt. [...] Sie legten ihn mit dem Sarg an der rechten Seite des Altars in der Basilika St. Clemens [...] Über dem Grab malten sie sein Bild und fingen an dort ein Licht anzuzünden Tag und Nacht und lobten Gott.“